# Acquire (entreprise)
Ne doit pas être confondu avec Acquire.
ACQUIRE Corp. (株式会社アクワイア, Kabushikigaisha Akuwaia) est un studio japonais de développement de jeux vidéo, notamment connu pour être à l'origine des séries Tenchu, Way of the Samurai et Octopath Traveler co-développé avec Square Enix.

## Jeux développés
| Titre                                            | Date de sortie | Plates-formes                                          |
| ------------------------------------------------ | -------------- | ------------------------------------------------------ |
| Tenchu: Stealth Assassins                        | 1998           | PlayStation                                            |
| Tenchu 2: Birth of the Stealth Assassins         | 2000           | PlayStation                                            |
| Way of the Samurai                               | 2002           | PlayStation 2, PlayStation Portable                    |
| Way of the Samurai 2                             | 2004           | PlayStation 2, PlayStation Portable                    |
| Samurai Western                                  | 2004           | PlayStation 2                                          |
| Shinobido : La Voie du ninja                     | 2005           | PlayStation 2                                          |
| Shinobido : Les Légendes du ninja                | 2007           | PlayStation Portable                                   |
| Way of the Samurai 3                             | 2008           | PlayStation 3, Xbox 360                                |
| Class of Heroes                                  | 2009           | PlayStation Portable                                   |
| What Did I Do to Deserve This, My Lord?          | 2009           | PlayStation Portable                                   |
| Tenchu: Shadow Assassins                         | 2009           | Wii                                                    |
| What Did I Do to Deserve This, My Lord!? 2       | 2010           | PlayStation Portable                                   |
| Wizardry: Labyrinth of Lost Souls                | 2011           | PlayStation 3 (PlayStation Network)                    |
| Akiba's Trip                                     | 2011           | PlayStation Portable                                   |
| Way of the Samurai 4                             | 2011           | PlayStation 3                                          |
| Shinobido 2: Revenge of Zen                      | 2012           | PlayStation Vita                                       |
| Sumioni                                          | 2012           | PlayStation Vita                                       |
| Mind Zero                                        | 2013           | PlayStation Vita                                       |
| Rain                                             | 2013           | PlayStation 3                                          |
| Akiba's Trip 2                                   | 2013           | PlayStation 3, PlayStation Vita, PlayStation 4         |
| Absolute Interception Wars: Metropolis Defenders | 2015           | PlayStation 3, PlayStation Vita                        |
| Akiba's Beat (en)                                | 2016           | PlayStation 4, PlayStation Vita                        |
| Octopath Traveler                                | 2018           | Nintendo Switch, Xbox One, Windows                     |
| Kamiwaza Way of the Thief                        | 2022           | Nintendo Switch, PlayStation 4                         |
| Octopath Traveler II                             | 2023           | Nintendo Switch, PlayStation 4, Windows, Xbox one      |
| Scars of Mars                                    | 2024           | Windows                                                |
| Hookah Haze                                      | 2024           | Nintendo Switch, Windows                               |
| Class of Heroes 2G                               | 2024           | Nintendo Switch, PlayStation 5, Windows                |
| C.A.R.D.S. RPG                                   | 2024           | Nintendo Switch, PlayStation 4, PlayStation 5, Windows |
| All in Abyss: Judge the Fake                     | 2024           | Windows                                                |
| Mario et Luigi : L'Épopée fraternelle            | 2024           | Nintendo Switch                                        |